# Les Ormes (Yonne)
Les Ormes ist eine französische Gemeinde mit 284 Einwohnern (Stand 1. Januar 2022) im Département Yonne in der Region Bourgogne-Franche-Comté; sie gehört zum Arrondissement Auxerre und zum Kanton Charny Orée de Puisaye. Die Einwohner werden Ormois und Ormoises genannt.

## Geographie
Les Ormes liegt etwa 22 Kilometer westnordwestlich von Auxerre. Umgeben wird Les Ormes von den Nachbargemeinden La Ferté-Loupière im Norden und Nordwesten, Chassy im Osten, Le Val d’Ocre im Süden und Osten sowie Sommecaise im Westen.

## Bevölkerungsentwicklung
| Jahr                       | 1962 | 1968 | 1975 | 1982 | 1990 | 1999 | 2006 | 2013 | 2020 |
| Einwohner                  | 239  | 217  | 222  | 211  | 205  | 218  | 256  | 295  | 336  |
| Quellen: Cassini und INSEE |      |      |      |      |      |      |      |      |      |

## Sehenswürdigkeiten
- Kirche La Nativité-de-la-Notre-Dame aus dem 16./17. Jahrhundert, seit 2015 als Monument historique eingeschrieben
- Schloss Bontin aus dem 17. Jahrhundert, seit 1994 in Teilen als Monument historique eingeschrieben, seit 1995 in weiteren Teilen klassifiziert

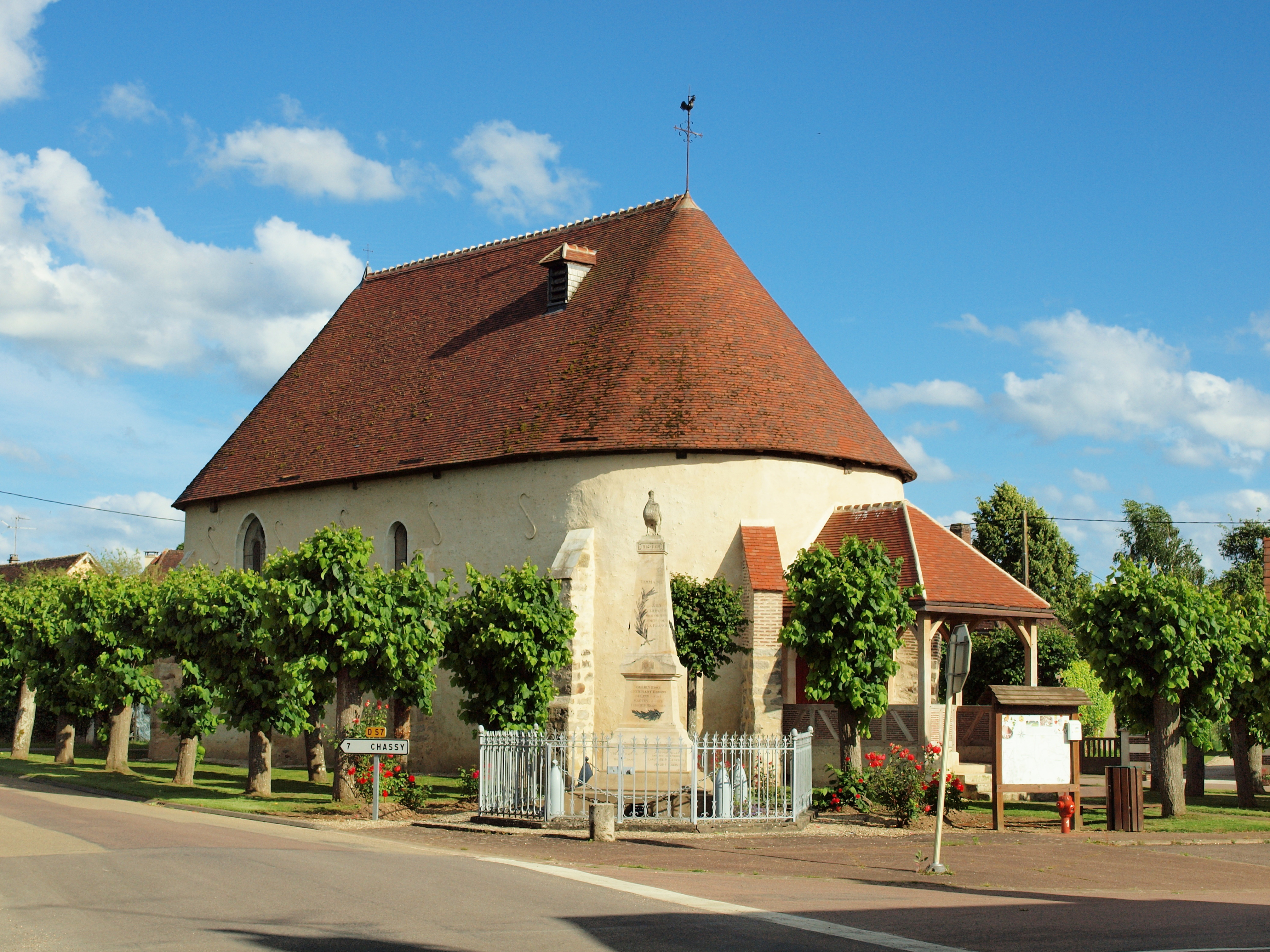
Kirche La Nativité-de-la-Notre-Dame
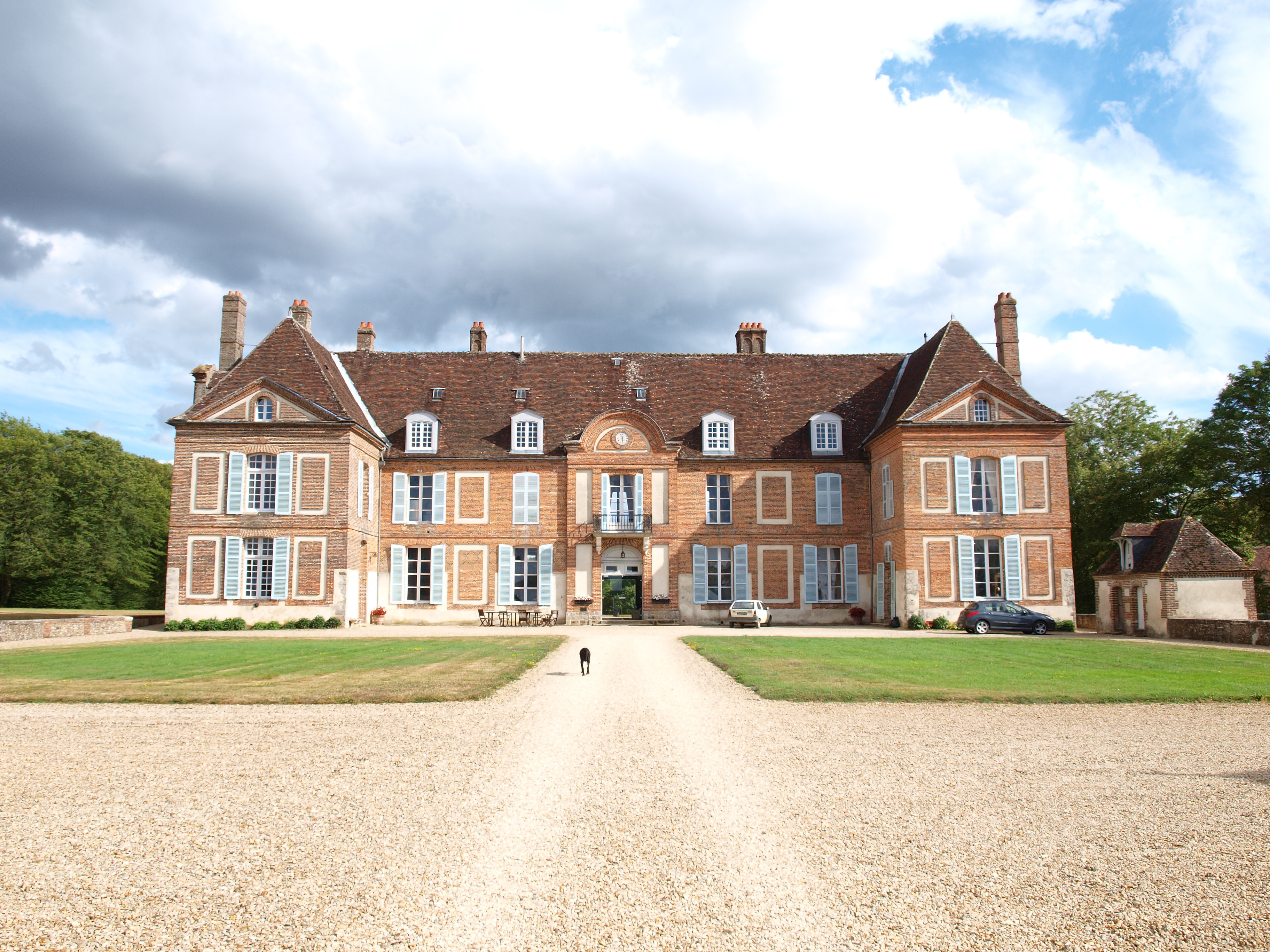
Schloss Bontin